# Piaseczna Góra (Wzgórza Bukowe)
Piaseczna Góra – wydłużone wzgórze o trzech wierzchołkach (najwyższy o wysokości 93,5 m n.p.m.) położone w obrębie Wzgórz Bukowych na pograniczu Puszczy Bukowej i Polany Binowskiej. Północne zbocza, porośnięte rzadką buczyną, opadają stromo ku jeziorze Piasecznik Mały, natomiast bezleśne południowe stoki łagodnie schodzą ku jeziorze Piasecznik Duży. Na najwyższym wierzchołku zalega granitowa płyta inskrypcyjna o wymiarach 150x130 cm datowana na rok 1933. Z wierzchołków doskonały widok na Polanę Binowską, Polanę Kołowską i  północną część Równiny Wełtyńskiej. Na ostatnim planie widoczna jest południowo-wschodnia część Wzniesień Szczecińskich opadających ku Dolinie Dolnej Odry. Przez wzgórze przechodzi  Szlak Nadodrzański.